# Joni
Joni (en georgiano: ხონი) es un asentamiento urbano del centro de Georgia, ubicado en el sureste de la región de Imericia y capital del municipio homónimo. La localidad es sede de la eparquía de Joni y Samtredia de la Iglesia ortodoxa georgiana. 

## Toponimia
Entre 1936 y 1991 pasó a llamarse como Tsulukidze (en georgiano: წულუკიძე), en homenaje al revolucionario bolchevique georgiano Alexander Tsulukidze.

## Geografía
Joni está situada en la margen izquierda del río Tsjenistskali, cerca de la frontera con la región de Mingrelia-Alta Esvanetia, 25 km al oeste de Kutaisi y 30 km al este de Senaki. 

## Historia
Joni ha sido conocido como un animado lugar comercial y sede de la diócesis ortodoxa georgiana desde 1529 hasta 1820/22. La ciudad en sí fue fundada en el siglo VI o, normalmente atribuida con el rey Teodosio II de Abjasia. En el siglo XVIII, Joni era un importante punto comercial.
Durante la conquista del reino de Imericia por el Imperio ruso y el período de dominio ruso, Joni se convirtió en el centro de un uyezd.  Después de la creación de la gobernación de Kutaisi en 1846, Joni formó parte del uyezd de Kutaisi. 
Joni adquirió el estatus de ciudad en 1921. Desde el 17 de mayo de 1977 hasta septiembre de 1992, el 325.º regimiento independiente de helicópteros de transporte y combate tuvo su base en la entonces llamada Tsulukidze.

## Demografía
La evolución demográfica de Joni entre 1893 y 2023 fue la siguiente:
| 4963                                            | 9801 | 10 793 | 14 296 | 11 315 | 8987 | 8045 |
| (Fuente: Population of Georgia in Soviet times) |      |        |        |        |      |      |

Históricamente, la población de Joni ha sido mayoritariamente georgiana.
|              | 1939      | 1939       | 1959      | 1959       | 2014      | 2014       |
| Grupo étnico | Población | Porcentaje | Población | Porcentaje | Población | Porcentaje |
| ------------ | --------- | ---------- | --------- | ---------- | --------- | ---------- |
| Georgianos   | 8701      | 88,8%      | 9659      | 89,5%      | 8959      | 99,69%     |
| Rusos        | 1017      | 10,4%      | 774       | 7,2%       | 13        | 0,15%      |
| Ucranianos   | 1017      | 10,4%      | 145       | 1,3%       | 3         | 0,03%      |
| Osetios      | 6         | 0,1%       | 19        | 0,2%       | 2         | 0,02%      |
| Armenios     | 15        | 0,2%       | 61        | 0,6%       | -         | -          |
| Kurdos       | -         | -          | 36        | 0,3%       | -         | -          |
| Azeríes      | -         | -          | 16        | 0,1%       | -         | -          |
| Griegos      | 1         | 0,1%       | 9         | 0,1%       | -         | -          |
| Judíos       | 30        | 0,3%       | 5         | 0,1%       | -         | -          |
| Alemanes     | 3         | 0,1%       | -         | -          | -         | -          |
| Lezguinos    | 1         | 0,1%       | -         | -          | -         | -          |
| Total        | 9801      | 100%       | 10 793    | 100%       | 8987      | 100%       |

## Economía
La economía de Joni se basa en la agricultura, particularmente en la producción de té. Tradicionalmente, Joni era el centro de producción de hilos e hilados de seda más grande de Georgia. 

## Infraestructura

### Arquitectura, monumentos y lugares de interés
En Joni se encuentra la catedral de San Jorge de Joni, que se construyó entre los siglos XI y XIII bajo el rey Jorge I de Georgia.  

## Personas destacadas
- Akaki Chjenkeli (1874-1959): político socialdemócrata georgiano que fue ministro de exteriores de la República Federal de Transcaucasia y de la República Democrática de Georgia.
- Apollon Kutateladze (1900-1972): pintor soviético georgiano.
- Tamar Abakelia (1905-1953): escultora, escenógrafa teatral e ilustradora soviética georgiana, laureada con el título de Artista de Honor de la RSS de Georgia en 1942.
- Irakli Abashidze (1909-1992): poeta, erudito literario y político soviético georgiano, presidente del Sóviet Supremo de la RSS de Georgia (1971-1990).
- Nana Mchedlidze (1926-2016): actriz, directora de cine y guionista soviética georgiana, laureada con el título de Artista del Pueblo de la RSS de Georgia en 1983.

## Galería

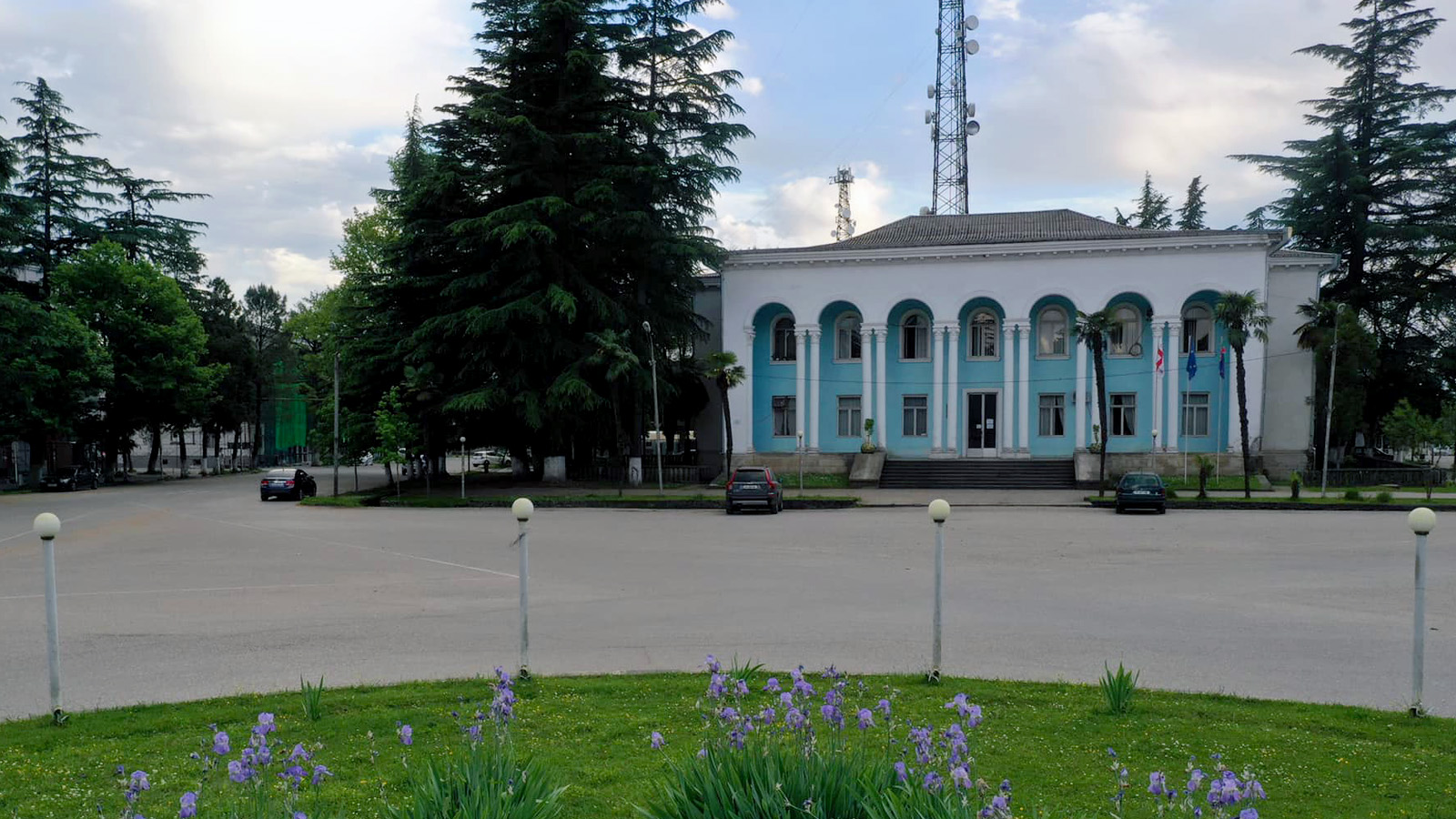
Edificio municipal de Joni
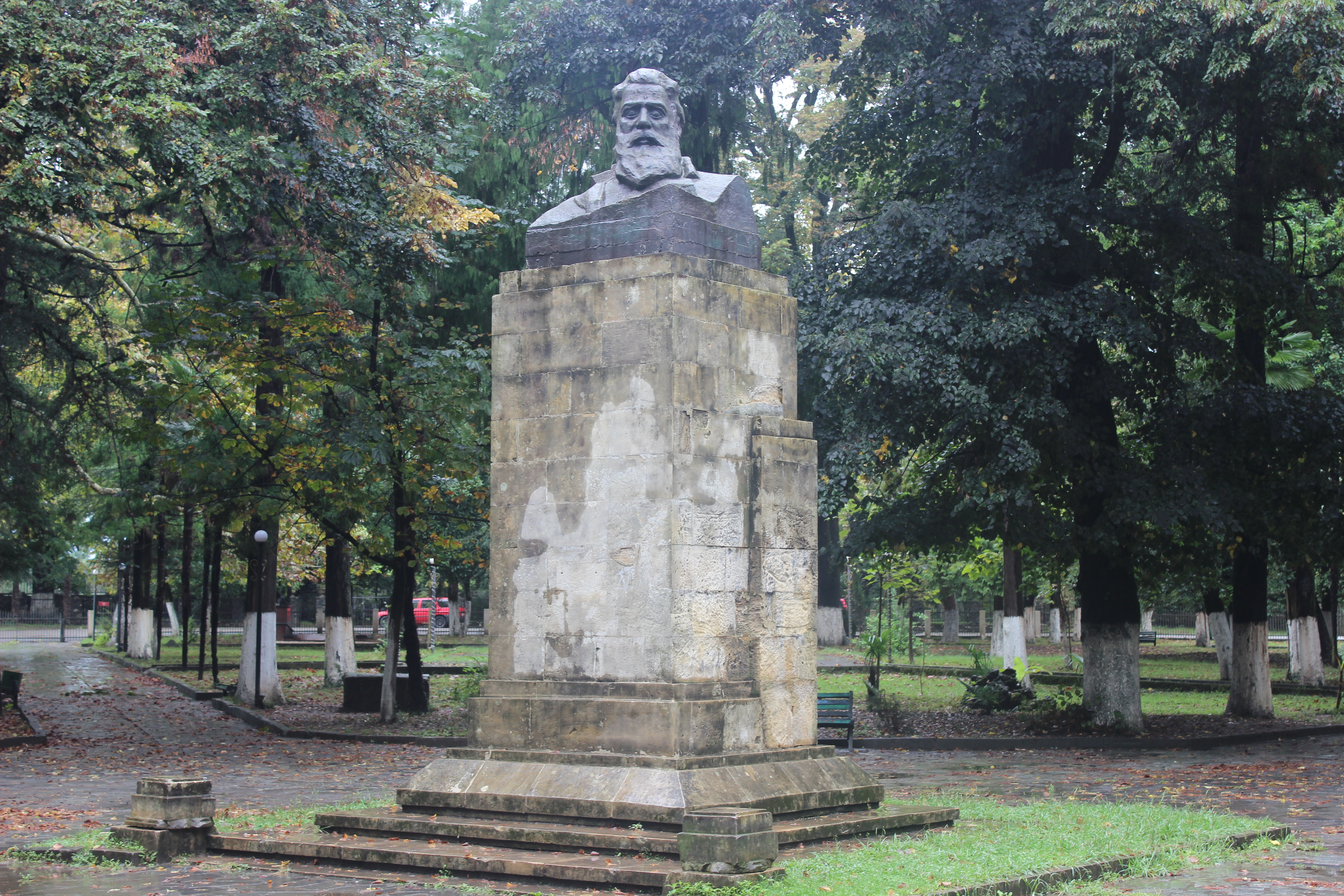
Jardín de Joni

## Ciudades hermanadas
Joni está hermanada con las siguientes ciudades:
- Verona, Italia.
- Elistá, Kalmukia, Rusia.